# 帕斯灣
帕斯灣（英語：Paz Cove），是南極洲的海灣，位於瑪麗皇后地，長7公里、寬1.9公里，處於亨德森角東南面4.6公里，根據美國海軍拍攝的空中照片繪入地圖，現時由南極條約體系管理。